# Idioma gureng gureng
Taribelang, también conocido como bunda y gureng gureng, es un idioma de Queensland. Aunque ya no se habla como idioma nativo por el pueblo Taribelang o Bunda, menos de 100 lo hablan como segundo o tercer idioma. Existe cierta confusión entre Austlang (AIATSIS) E33: Taribelang y E36: lenguas goeng goeng.

## Acento
Hoy en día, algunos hablantes tienen una forma de hablar más "pesada" y más gutural, p. rodar la lengua al pronunciar las "rr's", comenzar las palabras con Ng en lugar de una sola N y también los oradores más pesados emiten un sonido "dj" en lugar de "ch" o "t". Los hablantes "más pesados" tienden a ser los grupos más occidentales a lo largo del río Burnett de Queensland.
Las familias costeras de hoy en día parecen tener una forma de hablar más "liviana" (menos gutural y sin hacer rodar la lengua y usando la N simple al comienzo de las palabras en lugar de la Ng y usando "ch" y "t" en lugar de "dj " etc.) que muy probablemente sea el resultado de la influencia del idioma inglés en los últimos tiempos.

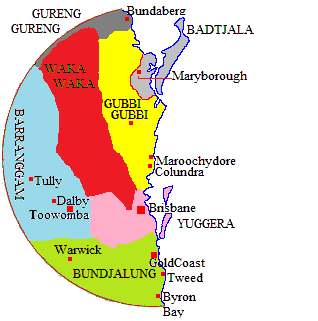
Mapa de las tierras tradicionales de los aborígenes australianos alrededor de Brisbane

## Renacimiento del lenguaje
Desde 2017, el Centro de Idiomas de Queensland Central ha estado trabajando para ayudar a restaurar tres idiomas de la región: Yiiman, Byelle (Biyali) y Taribelang. . A partir de 2020, el taribelang es uno de los 20 idiomas priorizados como parte del Proyecto de apoyo a idiomas prioritarios, realizado por First Languages Australia y financiado por el Departamento de Comunicaciones y Artes. El proyecto tiene como objetivo "identificar y documentar idiomas en peligro crítico, aquellos idiomas para los que existe poca o ninguna documentación, donde no se han realizado grabaciones previamente, pero donde hay hablantes vivos".